# 環境アセスメント
環境アセスメント（かんきょうアセスメント）または環境影響評価（英語 environmental impact assessment）とは、主として大規模開発事業等による環境への影響を事前に調査することによって、予測、評価を行う手続きのことを指す。略して「環境アセス」とも。
通常の環境影響評価は事業実施直前の段階で手続きが進められ、これを「事業アセスメント」と呼ぶのに対して、政策決定段階や事業の適地選定などの構想段階で行われる環境影響評価を戦略的環境アセスメント (SEA) という。
問題なしとの結論が先行し、それに合わせる（合わす）ようにして形骸化した環境アセスメントのあり方を「アワスメント」と揶揄することがある。

## 歴史
法制度としての確立は1969年のアメリカの国家環境政策法が最も早い。日本では1976年に川崎市が条例化するなど地方自治体の動きが先行し、1997年に環境影響評価法が制定された。
日本では、以前から国の事業を中心に閣議決定や行政措置・通達等により、実質的に環境影響評価が行われており、地方自治体（都道府県および政令指定都市）も多くが要綱等を定めて環境影響評価制度を運用していた。1997年（平成9年）に環境影響評価法（通称：環境アセスメント法）が制定され、これに前後して地方自治体においても、条例によって、環境影響評価法で対象外の事業を対象としたり、環境要素の拡大、事後調査の義務付けなどを有する独自の環境影響評価制度が定められていった。
日本では2011年（平成23年）法改正により、「配慮書手続」として戦略的環境アセスメントが環境影響評価法に導入された。東京都、埼玉県などでは、その概念を含んだ条例等を国に先行して制定している。
調査、予測、評価の項目（環境要素）は、環境影響評価法施行前は公害（大気汚染、水質汚濁、土壌汚染、騒音、振動、地盤沈下、悪臭など）および自然環境の保全（地形、地質、植物、動物、景観および野外レクリエーション地など）について網羅的に行われていたが、環境影響評価法施行後は、「環境の自然的構成要素の良好な状態の保持」（従来の公害項目と地形・地質など）、「生物の多様性の確保及び自然環境の体系的保全」（植物、動物および生態系）、「人と自然との豊かな触れ合い」（景観および触れ合い活動の場）、「環境への負荷」（廃棄物等、温室効果ガスなど）の中から対象事業の性質に応じて適切な要素を選ぶ手続き（スコーピング）を踏んで行われるようになった。
2008年に生物多様性基本法が成立した。同法は、人類存続の基盤である生物の多様性を将来にわたり確保するため、事業計画の検討段階における環境アセスメント、すなわち戦略的環境アセスメント（SEA）の実施について規定している。